# Pat, una donna particolare
 Pour plus de détails, voir Fiche technique et Distribution
Pat, una donna particolare est un film pornographique italien réalisé par Alberto Cavallone et sorti en 1982.
Le film est le deuxième volet d'une trilogie, comportant également Petites fesses juvéniles pour membres bienfaiteurs et ...e il terzo gode - La gang delle porno mogli.

## Fiche technique
- Titre original italien : Pat, una donna particolare[1] (litt. « Pat, une femme singulière »)
- Réalisateur : Alberto Cavallone (sous le nom de « Baron Corvo »)
- Photographie : Maurizio Centini
- Société de production : Gioia Cinematografica
- Pays de production :  Italie
- Langue originale : italien
- Format : couleurs
- Durée : 96 minutes
- Genre : Film pornographique
- Dates de sortie :
  - Italie : 29 décembre 1982

## Distribution
- Dominique Sejournel (sous le nom de « Dompat ») :
- Dominique Saint Clair :
- Serwan A. Hoshvar :
- Sabrina Mastrolorenzi (sous le nom de « Sabrina ») : Monica
- Mika Barthel (sous le nom de « Mica Lin Yu ») :
- Franco Coltorti (sous le nom de « Joseph Fine ») : Frank
- Teresa Barthel :
- Alessandro Eusebi (sous le nom de « Alex Eusebi ») :

## Accueil critique
« Très coloré, Pat est une sorte de kaléidoscope flashy de l'extrême à travers lequel Cavallone tente tout en s'amusant de montrer les différents aspects de la libido humaine en faisant une satire au vitriol, une vision désespérée typique des idées de Cavallone de certains éléments de notre société: la publicité et surtout le cinéma et le métier de comédien. Agrémenté d'une curieuse partition musicale qui reprend tant Kraftwerk (le morceau Autobahn) que de fameux airs classiques ou disco, Pat est une en définitive une sorte d'opéra surréaliste, un porno presque auteurisant qui utilise le langage pornographique pour une prise de position radicalement anti pornographique. »

— Eric Draven